# اکسترودر مواد غذایی

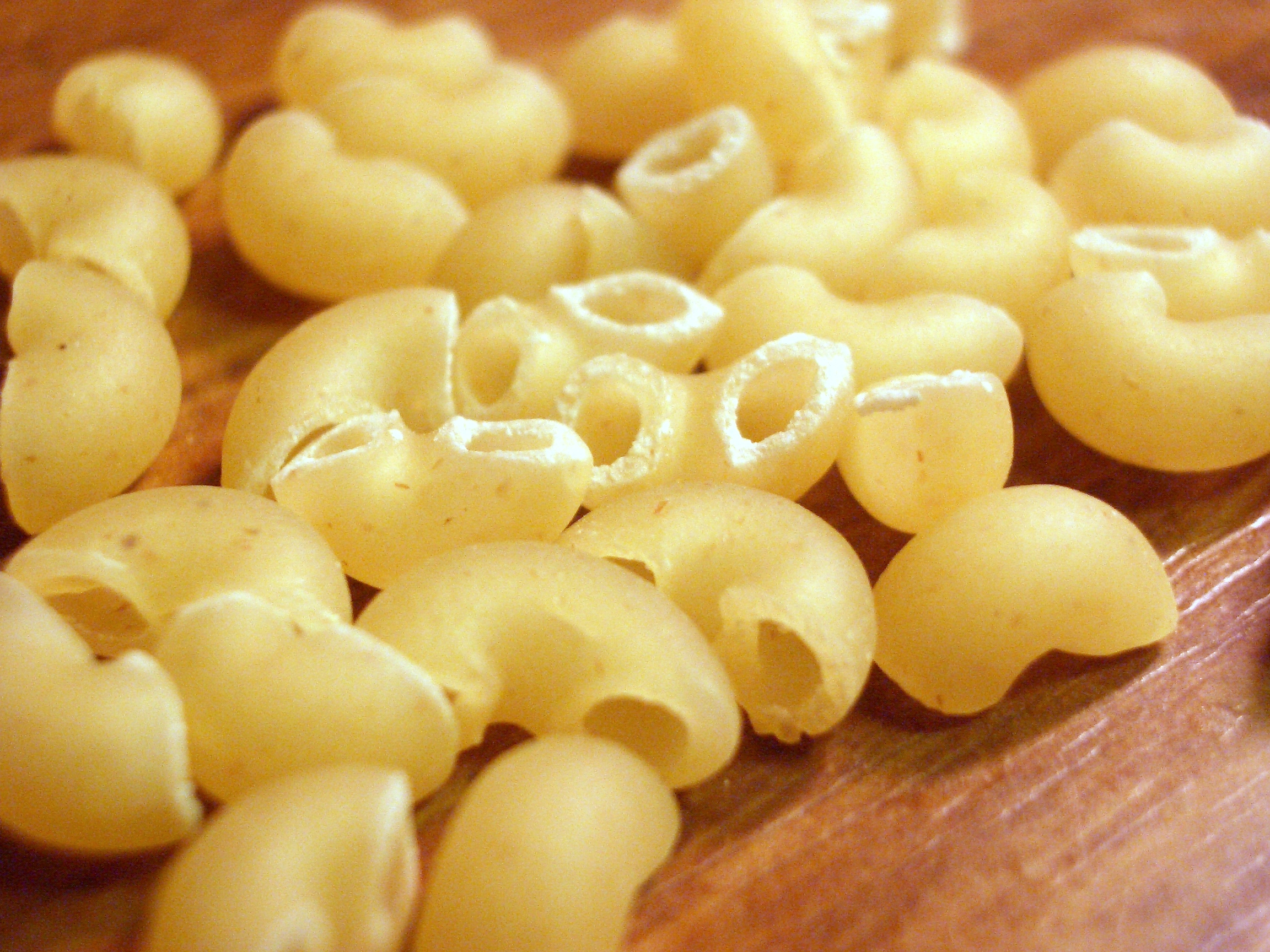
ماکارونی نوعی پاستای توخالی اکسترود شده است

اکستروژن در فرآوری مواد غذایی شامل عبور دادن مواد نرم مخلوط از طریق روزنه ای در یک صفحه یا قالب سوراخ دار است که برای تولید شکل مورد نیاز طراحی شده است. سپس غذای اکسترود شده توسط تیغه ها به اندازه خاصی برش داده می شود. دستگاهی که مخلوط را از طریق قالب عبور می دهد، اکسترودر است و مخلوط به عنوان اکسترودر شناخته می شود. اکسترودر معمولاً یک پیچ بزرگ و چرخان است که محکم در یک بشکه ثابت قرار گرفته است که در انتهای آن قالب قرار دارد. در برخی موارد، "اکستروژن" مترادف با پخت اکستروژن در نظر گرفته می شود که در آن غذا با گرما هنگام فشرده شدن از طریق قالب پخته می شود .

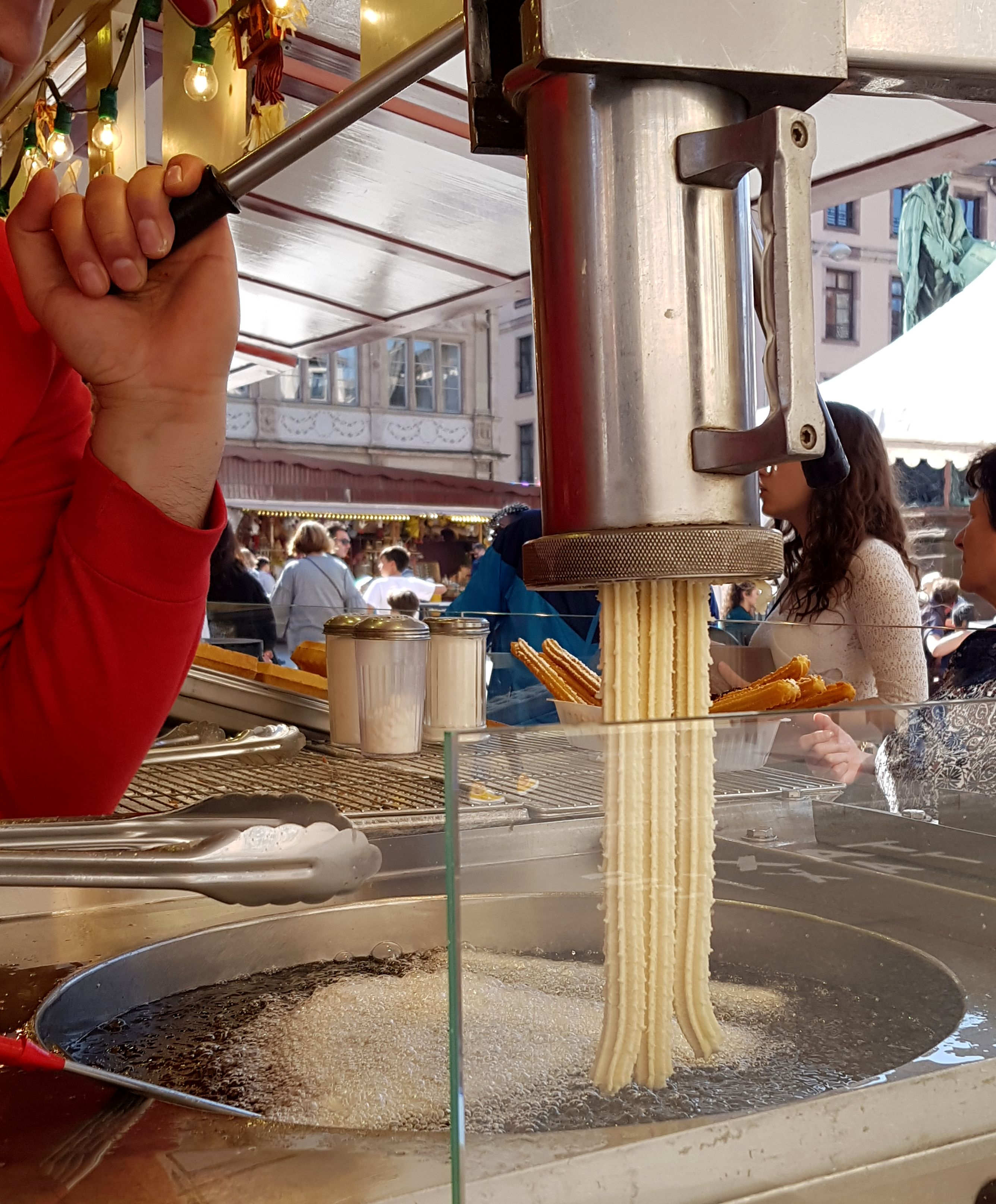
خمیر اکسترود شده برای چورو در استراسبورگ

اکستروژن امکان تولید انبوه مواد غذایی را از طریق یک سیستم مداوم و کارآمد فراهم می‌کند که یکنواختی محصول نهایی را تضمین می‌کند. محصولاتی که از طریق اکستروژن (بدون پخت همزمان) ساخته می‌شوند شامل پاستا ، نان ( نان تست ، نان میله‌ای و نان‌های مسطح )، خمیر کوکی از پیش ساخته شده و سوسیس هستند . محصولاتی که از طریق پخت اکستروژن ساخته می‌شوند شامل بسیاری از غلات صبحانه و میان وعده‌های آماده، شیرینی‌جات ، برخی غذاهای کودک ، آرد سویای پرچرب ، پروتئین گیاهی بافت‌دار ، برخی نوشیدنی‌ها و غذاهای خشک و نیمه مرطوب حیوانات خانگی هستند . محصولات غذایی تولید شده با استفاده از اکستروژن معمولاً دارای محتوای نشاسته بالایی هستند.

## تاریخچه
اولین اکسترودر برای تولید سوسیس در دهه 1870 طراحی شد.  پاستای خشک از دهه 1930 با اکستروژن تولید شده است،  و این روش برای تاتر تات (اولین محصول سیب زمینی اکسترود شده: اور-آیدا در سال 1953) نیز به کار رفته است.  برخی از لوازم آشپزخانه خانگی مانند چرخ گوشت و برخی از انواع پاستاسازها از اکستروژن استفاده می‌کنند. کیسه‌های شیرینی (کیسه‌های لوله‌ای) که با دست فشرده می‌شوند، با اکستروژن کار می‌کنند.